# Eliteserien 2014 (football americano)
La Eliteserien 2014 è la 29ª edizione del campionato di football americano di primo livello, organizzato dalla NAIF.

## Squadre partecipanti
| Club                    | Città        | Stadio | Sponsor ufficiale | Risultato nella stagione 2013 |
| ----------------------- | ------------ | ------ | ----------------- | ----------------------------- |
| Eidsvoll 1814's         | Eidsvoll     |        |                   |                               |
| Kristiansand Gladiators | Kristiansand |        |                   |                               |
| Lura Bulls              | Sandnes      |        |                   |                               |
| NTNUI Nidaros Domers    | Trondheim    |        |                   |                               |
| Oslo Vikings            | Oslo         |        |                   |                               |
| Vålerenga Trolls        | Oslo         |        |                   |                               |

## Stagione regolare

### Calendario

#### 1ª giornata
| 12 aprile 2014 | Vålerenga Trolls | 0 – 33 | Kristiansand Gladiators |  |

| 13 aprile 2014 | Oslo Vikings | 7 – 45 | Eidsvoll 1814's |  |

#### 2ª giornata
| 26 aprile 2014 | Lura Bulls | 35 – 14 | Vålerenga Trolls |  |

| 27 aprile 2014 | NTNUI Nidaros Domers | 0 – 32 | Kristiansand Gladiators |  |

#### 3ª giornata
| 3 maggio 2014 | Lura Bulls | 14 – 7 | Oslo Vikings |  |

| 4 maggio 2014 | Eidsvoll 1814's | 49 – 20 | NTNUI Nidaros Domers |  |

#### 4ª giornata
| 10 maggio 2014 | NTNUI Nidaros Domers | 35 – 41 | Lura Bulls |  |

| 11 maggio 2014 | Kristiansand Gladiators | 0 – 23 | Eidsvoll 1814's |  |

#### 5ª giornata
| 16 maggio 2014 | Oslo Vikings | 38 – 28 | Vålerenga Trolls |  |

#### 6ª giornata
| 24 maggio 2014 | NTNUI Nidaros Domers | 28 – 42 | Oslo Vikings |  |

| 25 maggio 2014 | Kristiansand Gladiators | 8 – 16 | Lura Bulls |  |

#### 7ª giornata
| 31 maggio 2014 | Lura Bulls | 18 – 41 | Eidsvoll 1814's |  |

| 1º giugno 2014 | Vålerenga Trolls | 18 – 21 | NTNUI Nidaros Domers |  |

#### 8ª giornata
| 7 giugno 2014 | Vålerenga Trolls | 26 – 12 | Lura Bulls |  |

| 8 giugno 2014 | Oslo Vikings | 24 – 41 | Kristiansand Gladiators |  |

#### 9ª giornata
| 14 giugno 2014 | NTNUI Nidaros Domers | 32 – 48 | Eidsvoll 1814's |  |

| 15 giugno 2014 | Kristiansand Gladiators | 46 – 13 | Vålerenga Trolls |  |

#### 10ª giornata
| 21 giugno 2014 | Lura Bulls | 14 – 33 | Kristiansand Gladiators |  |

| 22 giugno 2014 | Eidsvoll 1814's | 56 – 27 | Oslo Vikings |  |

#### 11ª giornata
| 28 giugno 2014 | Eidsvoll 1814's | 27 – 28 | Vålerenga Trolls |  |

| 29 giugno 2014 | Oslo Vikings | 39 – 14 | NTNUI Nidaros Domers |  |

### Classifica
La classifica della regular season è la seguente:
- PCT = percentuale di vittorie, G = partite giocate, V = partite vinte,  P = partite perse, PF = punti fatti, PS = punti subiti

| Pos. | Squadra                 | PCT  | G | V | N | P | PF  | PS  |
| ---- | ----------------------- | ---- | - | - | - | - | --- | --- |
| 1    | Eidsvoll 1814's         | .857 | 7 | 6 | 0 | 1 | 289 | 132 |
| 2    | Kristiansand Gladiators | .714 | 7 | 5 | 0 | 2 | 193 | 90  |
| 3    | Lura Bulls              | .571 | 6 | 4 | 0 | 3 | 150 | 164 |
| 4    | Oslo Vikings            | .429 | 7 | 3 | 0 | 4 | 184 | 226 |
| 5    | Vålerenga Trolls        | .286 | 7 | 2 | 0 | 5 | 127 | 212 |
| 6    | NTNUI Nidaros Domers    | .143 | 7 | 1 | 0 | 6 | 150 | 269 |

## Playoff

### Tabellone
|  | Semifinali | Semifinali              | Semifinali |                         |    | XXIX NM-Finale  | XXIX NM-Finale | XXIX NM-Finale |  |
|  |            |                         |            |                         |    |                 |                |                |  |
|  | 1          | Eidsvoll 1814's         | 62         |                         |    |                 |                |                |  |
|  | 1          | Eidsvoll 1814's         | 62         |                         |    |                 |                |                |  |
|  | 4          | Oslo Vikings            | 25         |                         |    |                 |                |                |  |
|  | 4          | Oslo Vikings            | 25         |                         | 1  | Eidsvoll 1814's | 21             |                |  |
|  |            |                         |            |                         | 1  | Eidsvoll 1814's | 21             |                |  |
|  |            |                         | 2          | Kristiansand Gladiators | 24 |                 |                |                |  |
|  | 3          | Lura Bulls              | 2          | Kristiansand Gladiators | 24 | 6               |                |                |  |
|  | 3          | Lura Bulls              |            |                         |    |                 |                |                |  |
|  | 2          | Kristiansand Gladiators | 14         |                         |    |                 |                |                |  |

### Semifinali
| 5 luglio 2014 | Eidsvoll 1814's | 62 – 25 | Oslo Vikings |  |

| 6 luglio 2014 | Kristiansand Gladiators | 14 – 6 | Lura Bulls |  |

### XXIX NM Finale
| Oslo 12 luglio 2014 | Eidsvoll 1814's | 21 – 24 | Kristiansand Gladiators | Jordal Idrettspark |

## Verdetti
- Kristiansand Gladiators Campioni della Norvegia 2014